# Almanach
Almanach – termin ma kilka znaczeń:

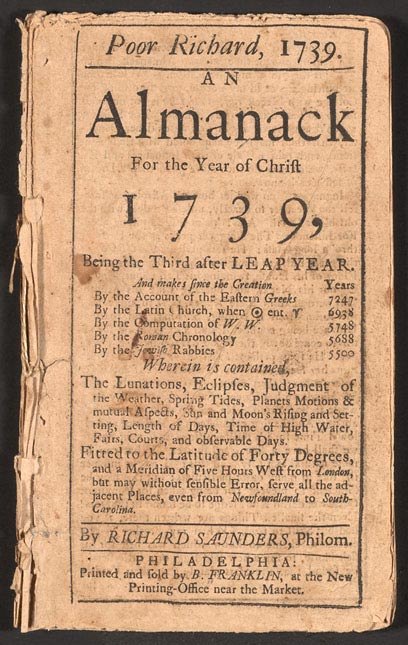
Almanach z 1739 roku

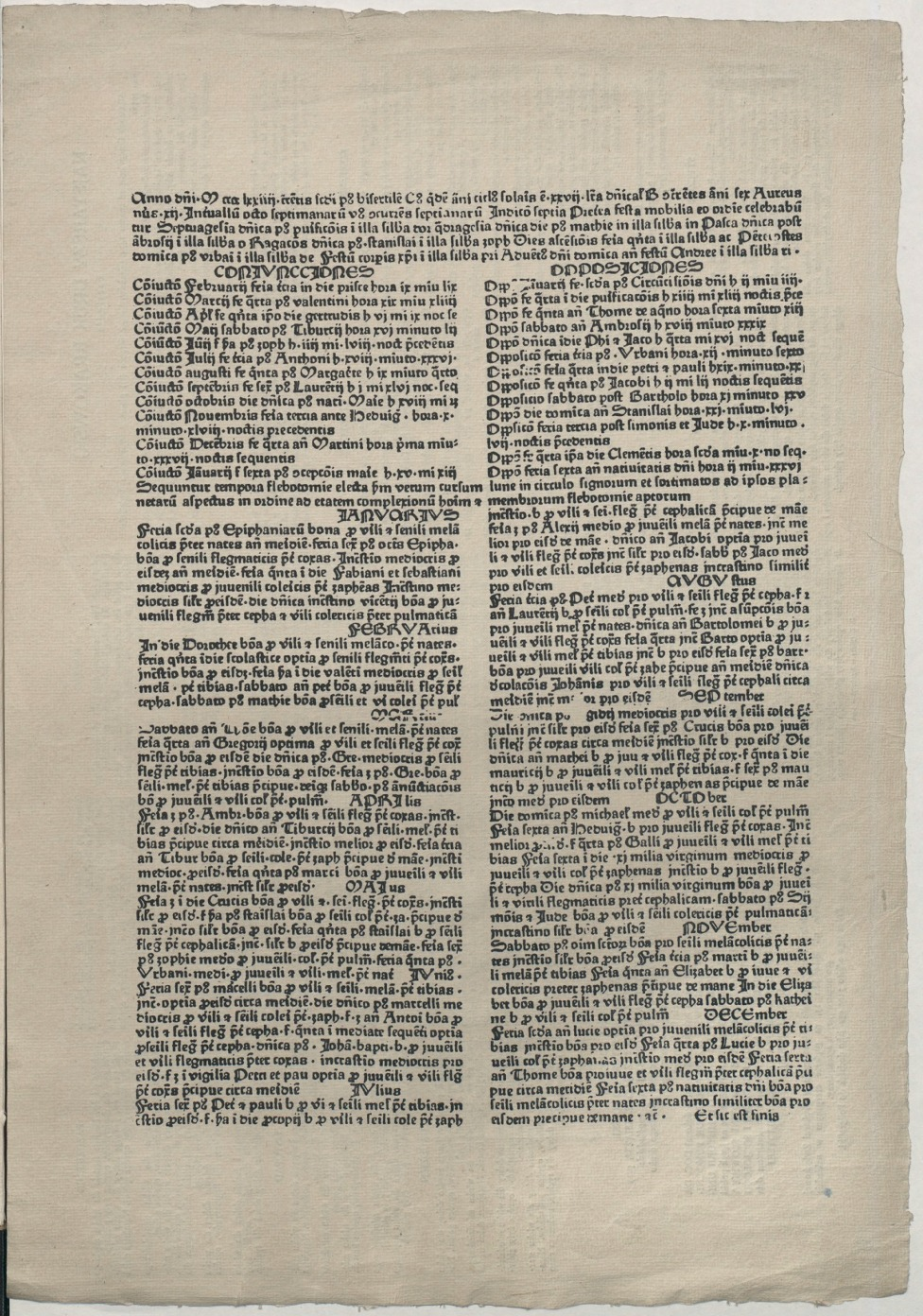
Calendarium cracoviense

1. Publikacja periodyczna (najczęściej rocznik) lub jednorazowa, zawierająca zebrane artykuły i informacje dotyczące wielu lub jednej dziedziny życia, nauki, sztuki, np. dane kalendarzowe, fakty historyczne, porady, artykuły z określonej dziedziny nauki lub sztuki, alfabety i języki świata, genealogie, biografie, dane statystyczne, informacje ekonomiczne i polityczne.
2. Almanach oficerski – informacje z dziedziny wojskowości.
3. W satelitarnych technikach pomiarowych oznacza statyczne i dynamiczne parametry orbity satelity, określające przybliżoną pozycję satelity oraz pochodne położenia po czasie (prędkość i przyspieszenie).

## Najbardziej popularne almanachy ogólne
- The New York Times Almanac
- Time Almanac
- Whitaker’s Almanack
- The World Factbook
- The World Almanac and Book of Facts
- Der Fischer Weltalmanach

## Najbardziej popularne almanachy branżowe
- The Old Farmer’s Almanac
- National Geographic Almanac of American History
- Sports Illustrated Almanac
- Stock Trader’s Almanac
- Library and Book Trade Almanac
- Horsekeeping Almanac
- The Nautical Almanac

## Inne almanachy
- Almanach Gotajski
- Almanach Mediów i Reklamy